# جوجل درايف
جوجل درايف (قرص جوجل) (بالإنجليزية: Google Drive)‏ هي خدمة تقدمها للتخزين السحابي،  أعلن عن هذه الخدمة في 24 نيسان / أبريل 2012 وتعتبر امتداداً لخدمة جوجل دوكس التي تسمح للمستخدمين بإنشاء وتعديل وتخزين الملفات المكتبية على خوادم جوجل التي تضمن أمن الملفات فيها وعدم الوصول إليها إلا من قبل مالك الملف أو من يخوله. كما أنها أضافت ميزة OCR (التعرف البصري على الحروف) الأمر الذي يساعد في تحرير المستندات التي حُفظت بالماسحة.
يمكن رفع الملفات وتحميلها وحتى تعديلها على الإنترنت باستخدام الحواسيب أياً كان نظام التشغيل فيها والهواتف الذكية والأجهزة اللوحية العاملة بنظام تشغيل أندرويد وكذلك أجهزة آيفون وآيباد التابعة لشركة آبل.

## التخزين
جوجل درايف يتيح لكل المستخدمين مساحة تخزينية مجانية سعتها GB15 من التخزين السحابي كبداية. وبعد ذلك بإمكان المستخدم أن يَطْلُبَ المزيد من المساحة التخزينية مقابل مبلغ من المال. وتتراوح المساحة الإضافية من GB100 إلى TB30 باشتراك شهري.

## أسعار الخدمة
| السعة التخزينية | التكلفة الشهرية             |
| --------------- | --------------------------- |
| 15GB            | مجاناً                       |
| 100GB           | دولار أمريكي $ 1.99 / شهر   |
| 1TB             | دولار أمريكي $ 9.99 / شهر   |
| 10TB            | دولار أمريكي $ 99.99 / شهر  |
| 20TB            | دولار أمريكي $ 199.99 / شهر |
| 30TB            | دولار أمريكي $ 299.99 / شهر |

## التنسيقات والصيغ والملفات المعتمدة
- الصور: (جيه بيه إيه جي، .PNG، جي آي إف، تيف، .BMP)
- الفيديو: (ويب إم، .MPEG4, .3GPP, .MOV، .AVI، .MPEGPS، .WMV، فلاش فيديو)
- النصوص: (.TXT)
- Markup/Code (.CSS، لغة ترميز النص الفائق، .PHP، .C، .CPP، .H، .HPP، جافا سكريبت)
- Microsoft Word (.DOC and أوفس أوبن إكس إم إل)
- Microsoft Excel (مايكروسوفت إكسل)
- Microsoft PowerPoint (مايكروسوفت باوربوينت)
- Adobe Portable Document Format (.PDF)
- Apple Pages (.PAGES)
- Adobe Illustrator (.AI)
- Adobe Photoshop (.PSD)
- Autodesk AutoCad (.DXF)
- Scalable Vector Graphics (.SVG)
- PostScript (.EPS, .PS)
- Fonts (.TTF، أبن‌ تيب)
- XML Paper Specification (.XPS)
- Archive file types (.ZIP and رار)

## وصلات خارجية
- الموقع الرسمي